# Emission Neutral Vehicle
De Emission Neutral Vehicle (ENV) is een prototype elektrische motorfiets met een waterstof-brandstofcel die ontwikkeld is door het Britse bedrijf Intelligent Energy.

## Specificaties
De motorfiets weegt ongeveer 80 kg; de brandstofcel ongeveer 20 kg. Hij gebruikt een PEM FC-brandstofcel om circa 8 pk of 6 kilowatt te genereren. De maximale snelheid is ca. 80 km/h, of gedurende 4 uur 40 km/u, over een afstand van 160 km, op één tankvulling. De motorfiets is een preproductie-prototype ontwikkeld door Andy Eggleston, de uiteindelijke verkoopprijs zou rond de 6000 dollar liggen.
Hervullen van de tank zou 5 minuten duren.